# サント＝ジャンム＝ダンディニェ
サント＝ジャンム＝ダンディニェ （Sainte-Gemmes-d'Andigné）は、フランス、ペイ・ド・ラ・ロワール地域圏、メーヌ＝エ＝ロワール県の旧コミューン。2016年12月15日、周辺の14のコミューンと合併しコミューン・ヌーヴェル（fr）であるスグレ＝アン＝アンジュー・ブルーとなった。

## 地理
スグレン地方にあるアンジューのコミューン。スグレの南に位置する。

## 歴史
フランス革命時代に、モン・ジョリ（Mont-Joli）と改名させられていた。

## 人口統計
| 1962年 | 1968年 | 1975年 | 1982年 | 1990年 | 1999年 | 2008年 | 2013年 |
| ------ | ------ | ------ | ------ | ------ | ------ | ------ | ------ |
| 1164   | 1223   | 1253   | 1243   | 1271   | 1311   | 1521   | 1476   |

参照元:1962年から1999年まで人口の2倍カウントなし。1999年までEHESS/Cassini、2004年以降INSEE